# Stack-Up
Stack-Up (también conocido como Robot Block y simplemente Block (ブロック Burokku?) en Japón) es un videojuego lanzado en 1985 para Nintendo Entertainment System, diseñado para su uso con R.O.B., el Robotic Operating Buddy. Stack-Up es uno de los dos juegos de la serie Robot de Nintendo, el otro es Gyromite (Robot Gyro en Japón). Mientras Gyromite es un juego de paquete con el R.O.B. y viene con todas las partes necesarias para jugar, Stack-Up viene en una caja grande que contiene bases adicionales y discos de colores. La caja de venta al por menor del juego viene con muchas partes pequeñas de plástico, que pueden contribuir a la dificultad para mantener un juego completo. Stack-Up es considerado por aquellos que están en el saber como uno de los juegos de first-party más raros para la videoconsola NES.
Debido a que la consola de juego NES recientemente lanzada en 1985 es internamente compatible con la consola Famicom de 1983, todos los cartuchos Stack-Up GamePak contienen la placa de circuito de 60 pines de un cartucho Famicom, conectado a un adaptador de 72 pines como el T89 Cartridge Converter para NES. Este GamePak puede ser desmontado para recuperar su adaptador Famicom-to-NES, para usarlo en la modificación de otros cartuchos Famicom para que funcionen en NES.

## Trama
En algunos modos, el Profesor Héctor trabaja con R.O.B. para organizar bloques. En otros, Héctor compite por el control de R.O.B. contra "problemas técnicos" llamados Spike and Flipper, o contra el Profesor Vector.

## Jugabilidad
El jugador debe dirigir al Profesor Héctor para que salte sobre los botones, que cada uno active una acción para R.O.B., en una secuencia para organizar los discos de colores en un orden determinado en los cinco pedestales alrededor de R.O.B.

## Modos de juego

### Bingo (1P)
Al igual que los otros modos para un solo jugador, el jugador progresa a través de fases moviendo los bloques de una disposición a otra, pero en este modo los colores del bloque son irrelevantes, y la dificultad se deriva del método utilizado para controlar R.O.B. La pantalla está ocupada por un tablero de bingo de 5x5 sobre el cual el profesor Héctor salta. Las filas en el tablero de bingo corresponden a R.O.B. comandos; y cuando se completa una fila, se ejecuta el comando. Los enemigos controlados por computadora Spike y Flipper deambulan por ahí, y tocar cualquiera de ellos enviará al Profesor Héctor volando de regreso a la posición de partida. Spike deambula al azar; pero Flipper se mueve en línea recta desde un lado de una fila a otra, activando y desactivando espacios donde sea que aterrice, enviando potencialmente comandos no deseados a R.O.B. El juego termina cuando se deja caer un bloque.

### Bingo (2P)
En este modo, solo los Profesores Héctor y Vector ocupan el tablero de bingo, compitiendo para enviar comandos a R.O.B., con el objetivo en mente de que el jugador 1 quiere más bloques a la R.O.B. a la izquierda, y el jugador 2 quiere más bloques a R.O.B. a la derecha. El juego comienza con tres bloques en el medio y un bloque a cada lado.

### Test
Este modo envía una señal a R.O.B. eso hace que su led se encienda, lo que confirma que puede recibir señales del televisor.

### Direct
El jugador comienza organizando los bloques en un patrón de inicio estándar (rojo, blanco, azul, amarillo y verde de arriba abajo en la bandeja n.°3) y se le asigna un patrón elegido al azar en el que se deben reorganizar introduciendo comandos para R.O.B , uno a la vez. Una vez que se logra el objetivo, el jugador debe presionar inicio para informar el juego. La puntuación se calcula según el tiempo y el número de movimientos realizados, y el juego pasa a la siguiente fase, para la cual el punto de partida es la posición final de la fase anterior. Las fases se vuelven cada vez más complicadas de ejecutar a medida que el jugador progresa. El juego continúa hasta que se suelta un bloque. El puntaje en ese momento es el puntaje final, y el jugador debe regresar a la pantalla de menú presionando Seleccionar.

### Memory
Al igual que el modo Directo, excepto que en vez de ingresar comandos de uno en uno, toda la secuencia de comandos debe programarse de antemano R.O.B. pasa por el programa todo a la vez. Una vez que la secuencia ha seguido su curso, el jugador presiona Iniciar para avanzar a la siguiente fase o seleccionar para regresar al menú principal. La puntuación es la misma que en el modo directo, con el puntaje de tiempo derivado del tiempo necesario para ingresar los comandos, no el tiempo necesario para ejecutar el programa.

## Recepción
Gamefaqs:Valuación 2.38/5 (41 votos totales)